# Pedro Monzón
Pedro Damián Monzón (Goya, 1962. február 23. –) argentin válogatott labdarúgó. 

## Klubcsapatban
1980-ban az Unión SF csapatában kezdte a pályafutását. 1981 és 1991 között az Independiente játékosa volt, melynek tagjaként 1984-ben megnyerte a Libertadores-kupát és az Interkontinentális kupát. 1992-ben az ecuadori Barcelona SC együttesében játszott, majd hazatért a Huracánhoz. 1993 és 1994 között a Quilmes játékosa volt. Később szerepelt még a perui Alianza Lima (1995), az Atlético Tucumán (1995–96) és a chilei Santiago Wanderers (1996) csapatában. 

## A válogatottban
1988 és 1990 között 15 alkalommal szerepelt az argentin válogatottban és 1 gólt szerzett. Tagja volt az 1988. évi nyári olimpiai játékokon és az 1989-es Copa Américán szereplő válogatott keretének és részt vett az 1990-es világbajnokságon, ahol az NSZK elleni döntőben csereként váltotta Oscar Ruggerit a félidőben és a 65. percben kiállították.

## Sikerei, díjai
Independiente
- Argentin bajnok (2): Metropolitano 1983, 1988–89
- Copa Libertadores győztes (1): 1984
- Interkontinentális kupagyőztes (1): 1984

Argentína
- Világbajnoki döntős (1): 1990
- Copa América bronzérmes (1): 1989